# Први бурски рат
Први бурски рат (африканс: Eerste Vryheidsoorlog, преведено Први рат за независност) зван и Први англо-бурски рат или Рат за Трансвал, био је ратни сукоб између Бура из Трансвала и Британског царства који се водио од 20. децембра 1880. до 23. марта 1881. године. Бурска победа у том рату широко је одјекнула тадашњим светом, јер се мислило да немају никакве шансе у сукобу са великим царством.

## Историја

### Позадина сукоба
Узрок тог сукоба било је британско ширење на исток Јужне Африке преко реке Вал из Колоније Рт добре наде и окупација бурске Јужноафричке Републике Трансвал 1877. године. Разлог за британско ширење било је откриће дијаманата и злата 1867. на територији Трансвала. Британци су као разлог за ширење своје власти на Трансвал навели одбијање бурских власти да дају грађанска права такозваним уитлендерсима (имигрантима у Републику Трансвал, који су већином били британски држављани) и политика апартхејда коју су спроводили према домородачком становништву.
Из почетка су Бури усвојили политику пасивног отпора, очекујући да ће им британска влада премијера Вилијама Гледстона признати право на неки облик независности, у оквиру некакве будуће конфедерације и дозволити самоуправу. Када је у децембру 1880. постало јасно да од тога неће бити ништа и да Британија иде на отворену анексију Трансвала, Бури су прогласили своју републику потпуно независном и преузели власт. На челу републике налазио се тријумвират у ком су били потпредседник Пол Кругер, командант армије генерал Пит Жубер и председник Мартинус Весел Преторијус.

### Ток рата
Ратне операције почеле су 16. децембра 1880. нападом Бура под командом њихова генерала Пита Кронжеа на британски гарнизон у Пошефстрому.
Након избијања сукоба, бурски командоси опколили су британске гарнизоне у Пошефструму, Преторији, Рустенбургу, Стандертону и Марабастаду поред Питерсбурга желећи да их гладовањем присиле на предају.
Главнина бурских снага под командом генерала Пита Жубера, настојала је да спречи продор британских снага генерал-мајора Џорџ Помероја Колија, гувернера Натала и високог комесара за југоисточну Африку из Натала, које је требало да разбију блокаду британских гарнизона по Трансвалу.
Британске снаге потпуковника Филипа Енстратера, упућене као помоћ гарнизону у Преторији, поразио је бурски командант Франс Жубер у Бици код Бронхорспруита 20. децембра 1880. године. Колијев покушај да продре у Трансвал спријечио је Пит Жубер поразивши га 28. јануара 1881. у Бици код Лејнг Нека, те након тога и генерал Николас Смит, који га је поразио у Бици код Ингога, 8. фебруара 1881. године. Британска војска морала је да се повуче уз тешке губитке.

### Нелагодни мир
Кључна битка тог рата одиграла се 27. фебруара на брду Маџуба у којој су слабије бурске снаге тешко поразиле војску гувернера Џорџа Колија.
У ноћи 26. фебруара, генерал Коли заузео је положај на брду Маџуба на граници Трансвала са две пјешадијске чете, које су бројале 400 војника. Његова права намера била је да освајањем тог стратешког положаја угрози крило бурских снага код Лаингс Нека и тако себи отвори пут за Трансвал. Бурски командоси су се у раним јутарњим часовима успели неопажено на брдо Маџуба и иако малобројнији, захваљујући потпуном изненађењу тешко поразили Британце. Бури су у том нападу имали једног убијеног и 6 рањених бораца, док је с британске стране погинуло 5 официра и 87 војника, а 123 војника и 8 официра остало рањено. У нападу је погинуо генерал Коли, а 7 официра и 50 војника пали су у бурско заробљеништво.
Тешки порази присилили су лондонску владу да затражи примирје 6. марта 1881. године.
Након потписивања Мировног споразума у Преторији 3. августа 1881, Британци су поновно признали независност Трансвалу, али је он формално остао под британском круном (суверенитетом). Ово неодређено стање практички је значило да је Британија задржала право надзора над спољним пословима Трансвала, али и право да интервенише у унутрашњим пословима у односу на црне становнике.
Тек је на Лондонској мировној конференцији 27. фебруара 1884. призната потпуна независност Јужноафричке Републике Трансвал.

### Снаге
Бури су се ослањали на добровољачку војску у коју је било укључено сво мушко становништво од 16 до 60, обучену у цивилну одећу (осим артиљераца и полицајаца) састављену од вештих сељака који су добро баратали пушкама. Бурски команданти служили су се герилском тактиком, брзо концентришући снаге за напад, али су исто тако били у стању и да се брзо повуку ако су доспели у неповољан положај.
Током Првог бурског рата британске брдске јединице (хајлендерс) већ су имале каки униформе, специјално дизајниране за јужноафричке услове, усвојене 1897. године. Пешадија и инжењерци још су имали црвене мундире.

## Последице
Први бурски рат је резултирао катастрофом за британску владу, која није изгубила рат од побуне од Америчког рата за независност 1783. године. Јужноафричка Република (тзв. Трансвал) је такође успостављена као независна република под британским сузеренитетом, али су изгубили овај статус на Лондонској конвенцији из 1884. године која је уклонила SAR од британског утицаја. Године 1885, дошло је до пораста тензија између Трансвала и британске владе када је откривено злато на фарми Витватерсранд, што је довело до прилива стране (углавном британске) радне снаге. Ова нова радна снага, углавном британских грађана, угрозила је равнотежу снага у Трансвалу и повећала тензије између њих и Британске империје. Године 1895, неуспели Џејмсонов напад који су предводили Сесил Роудс и Леандер Стар Џејмсон додатно је повећао тензије између Британије и Трансвала. На крају је 1899. избио рат између Трансвала и Британске империје.